# Sierpień 2005

## 3 sierpnia2005
- Wojskowi, pod nieobecność prezydenta Maaouiya Ould Sidi Ahmed Ould Taya, przejęli kontrolę nad budynkami rządowymi i państwowymi mediami w stolicy Mauretanii Nawakszut. Zapowiedzieli demokratyzację kraju. (Wikinews)
- Przeprowadzono pierwszą w historii naprawę promu kosmicznego na orbicie okołoziemskiej.

## 4 sierpnia2005
- We Frankfurcie nad Menem w dniach 4-8 sierpnia 2005 odbywała się Wikimania – pierwsza, światowa konferencja Fundacji Wikimedia i wszystkich jej projektów.

## 5 sierpnia2005
- W Kostrzynie nad Odrą odbył się XI Przystanek Woodstock. Impreza trwała do niedzieli nad ranem.

## 8 sierpnia2005
- Władze Białorusi zatrzymały na granicy delegację polskich posłów do Parlamentu Europejskiego, która miała spotkać się z działaczami Związku Polaków na Białorusi.

## 9 sierpnia2005
- O 14:11 czasu warszawskiego prom kosmiczny Discovery szczęśliwie wylądował w bazie wojskowej Edwards, kończąc misję STS-114.

## 12 sierpnia2005
- Wiceminister rosyjskiego Ministerstwa Spraw Zagranicznych wyraził ubolewanie z powodu pobicia w ciągu ostatnich dni dwóch pracowników naszej ambasady oraz dziennikarza „Rzeczpospolitej”. Dodano także, że wszystkie zdarzenia są dokładnie badane. Wzmocniono także ochronę ambasady.
- Anna Jarucka, były doradca oraz asystent społeczny marszałka Sejmu, Włodzimierza Cimoszewicza, złożyła oświadczenie, w którym stwierdziła, że na prośbę Cimoszewicza podmieniła jego oświadczenie majątkowe. Podłożona wersja oświadczenia miała nie zawierać informacji o posiadaniu przez Cimoszewicza akcji koncernu PKN Orlen. Jarucka twierdziła, że wcześniej marszałek złożył oświadczenie zawierające akcje, ale potem celowo chciał zataić tę informację. Włodzimierz Cimoszewicz stwierdził, że Jarucka kłamie i posługuje się fałszywymi dokumentami. Jego zdaniem informacja o akcjach Orlenu została pominięta przez niego przez pomyłkę. Marszałek zaprzeczył jakoby podmiana oświadczeń była możliwa zarówno teoretycznie jak i praktycznie.
- O 11:43 GMT z Przylądka Canaveral na Florydzie wystartował w siedmiomiesięczną podróż Mars Reconnaissance Orbiter.

## 13 sierpnia2005
- Instytut OBOP opublikował wyniki najnowszego sondażu dotyczącego wyborów prezydenckich. Na pierwszej pozycji uplasował się Donald Tusk z PO (22%). Tuż za nim ze stratą jednego punktu procentowego znaleźli się Lech Kaczyński oraz Włodzimierz Cimoszewicz. Dalsze miejsca to: Andrzej Lepper (13%), Zbigniew Religa (9%), Marek Borowski (5%), Maciej Giertych (3%) oraz Jarosław Kalinowski (2%).

## 14 sierpnia2005
- Katastrofa Boeinga 737 prywatnych cypryjskich linii Helios Airways. Samolot ze 115 pasażerami oraz 6 członkami załogi spadł nieopodal Aten. (Wikinews)
- Kurmanbek Bakijew, który od 25 marca pełnił funkcję prezydenta tymczasowo za obalonego Askara Akajewa został oficjalnie zaprzysiężony przed pięcioma tysiącami gości jako prezydent Kirgistanu. Bakijew przyrzekał na konstytucję obrony suwerenności swojego kraju oraz praw wszystkich obywateli. Kurmanbek Bakijew w wyborach otrzymał 88% głosów. (Wikinews)

## 15 sierpnia2005
- Po północy w nocy z 14. na 15 sierpnia (poniedziałek) rozpoczęła się ewakuacja osadników żydowskich z osiedli w Strefie Gazy. Część mieszkańców odmówiła przyjęcia nakazów opuszczenia domów stawiając opór przeprowadzającym ewakuację żołnierzom. Wycofanie osiedleńców z osiedli żydowskich miało skończyć 38-letnią okupację.
- Krajowa Rada Radiofonii i Telewizji wprowadziła 5 nowych polskich oznaczeń telewizyjnych.

## 16 sierpnia2005
- 90-letni brat Roger, założyciel Wspólnoty Taizé, został zamordowany przez 36-letnią, prawdopodobnie psychicznie chorą, Rumunkę. Kobieta zaatakowała około godziny 20:30 podczas wieczornych modlitw, zadając trzy ciosy nożem. Mimo natychmiastowej pomocy lekarskiej brat Roger zmarł na miejscu. (Wikinews)

## 18 sierpnia2005
- Papież Benedykt XVI przybył z czterodniową wizytą do Kolonii na XX Światowe Dni Młodzieży, rozpoczynając pierwszą wizytę zagraniczną swojego pontyfikatu. Na lotnisku pod Kolonią Josepha Ratzingera powitali prezydent Niemiec Horst Köhler oraz kanclerz Gerhard Schröder. (Gazeta.pl)

## 23 sierpnia2005
- Premier Marek Belka na wniosek Włodzimierza Cimoszewicza odtajnił jego oświadczenia majątkowe za 2001 rok zdeponowane w Kancelarii Premiera i przekazał je prokuraturze. Jeszcze tego samego dnia prokuratura zdecydowała o upublicznieniu oświadczeń. (Gazeta.pl)

## 26 sierpnia2005
- Ponad 100 tys. widzów na koncercie Przestrzeń Wolności Jeana-Michela Jarre’a w Gdańsku na terenie Stoczni Gdańskiej z okazji 25-lecia wydarzeń Sierpnia 80.

## 27 sierpnia2005
- Z naruszeniem podstawowych zasad demokracji wybrano nowego przewodniczącego Związku Polaków na Białorusi, Józefa Łucznika posłusznego Łukaszence. Nowe władze nie zostały uznane przez polskie MSZ. (Wikinews)
- Abp Stanisław Dziwisz odbył ingres do katedry wawelskiej, zastępując odchodzącego na emeryturę kard. Franciszka Macharskiego.

## 28 sierpnia2005
- Zdenek Doležel, szef gabinetu czeskiego premiera Jirzego Paroubka, został zdymisjonowany w związku z podejrzeniem korupcji w czasie prywatyzacji Unipetrolu, przejętego przez PKN Orlen. Według artykułu „Rzeczpospolitej” z 8 sierpnia, przed kupnem akcji Unipetrolu Orlen zobowiązał się sprzedać za bezcen jego chemiczną część bliskiemu rządzącym Czechami socjaldemokratom biznesmenowi Andrejowi Babisowi. Bezpośrednim powodem dymisji są rozmowy, które prowadził z polskim biznesmenem Jackiem Spyrą, nagrane przez dziennikarza czeskiej TV Nova. Po obejrzeniu nagrania premier przygotował dla prokuratury zawiadomienie o podejrzeniu popełnienia przestępstwa.

## 29 sierpnia2005
- Huragan Katrina dotarł do wybrzeża Luizjany. W Nowym Orleanie zarządzono przymusową ewakuację mieszkańców.

## 30 sierpnia2005
- Po przejściu huraganu Katrina niedaleko Nowego Orleanu, woda przedarła się przez wały przeciwpowodziowe i zalała około 80% miasta.
- Częstochowianin Piotr Bednarek odkrył poprzez Internet planetoidę 2005 QK76.

## 31 sierpnia2005
- Irak: ponad 965 osób zostało śmiertelnie stratowanych na bagdadzkim moście Al-Aaimmah na Tygrysie. Do wybuchu paniki doszło podczas przemarszu tysięcy szyitów do meczetu do imama Musy al-Kazima, gdy wśród tłumu rozeszła się pogłoska o serii samobójczych ataków. Wcześniej w wyniku ostrzału moździerzowego rebeliantów na moście zginęło siedem osób.
- Stany Zjednoczone decydują o użyciu strategicznych rezerw ropy naftowej do stabilizacji cen po ograniczeniu amerykańskiej produkcji tego surowca w wyniku uderzenia huraganu.